# Péter Kabát
Péter Kabát (ur. 25 września 1977 w Budepeszcie) – węgierski piłkarz, występujący na pozycji napastnika.